# Касивелаун
Касивелаун (Cassivelaunus; в легендите: Caswallawn, Caswallon, Kaswallawn) е британски вожд северно от Темза, който през 54 г. пр. Хр. ръководи съпротивата срещу втория британски поход на Юлий Цезар. Той е според британските легенди цар на Британия, син на Бели (Beli Mawr), брат на Нений (Nennius).